# رايان مورفي
رايان مورفي (بالإنجليزية: Ryan Murphy)‏ مواليد 30 نوفمبر 1965 في إنديانابوليس، إنديانا هو منتج ومخرج وكاتب أمريكي .

## سيرة حياته
ولد عام 1965 في ال30 من نوفمبر وذهب إلى مدرسة كاثوليكية وتخرج في جامعة إنديانا في إنديانابوليس، إنديانا، الولايات المتحدة الأمريكية وتخصص في الصحافة وعمل كصحفى في العديد من المجلات والجرائد مثل لوس أنجلوس تايمز ونيويورك ديلي نيوز وانترتينمنت ويكلي .ثم بدأ في الكتابة وتم إنتاج أول فيلم له على يد ستيفن سبيلبرغ وفاز باول جائزة إيمي له في الإخراج.

## روابط خارجية
- رايان مورفي على موقع IMDb (الإنجليزية)
- رايان مورفي على موقع روتن توميتوز (الإنجليزية)
- رايان مورفي على موقع ألو سيني (الفرنسية)
- رايان مورفي على موقع ميوزك برينز (الإنجليزية)
- رايان مورفي على موقع تيرنر كلاسيك موفيز (الإنجليزية)
- رايان مورفي على موقع أول موفي (الإنجليزية)
- رايان مورفي على موقع بوكس أوفيس موجو (الإنجليزية)
- رايان مورفي على موقع قاعدة بيانات الأفلام السويدية (السويدية)
- رايان مورفي على موقع إن إن دي بي (الإنجليزية)
- رايان مورفي على موقع قاعدة بيانات الفيلم (الإنجليزية)